# 제리 페나콜리

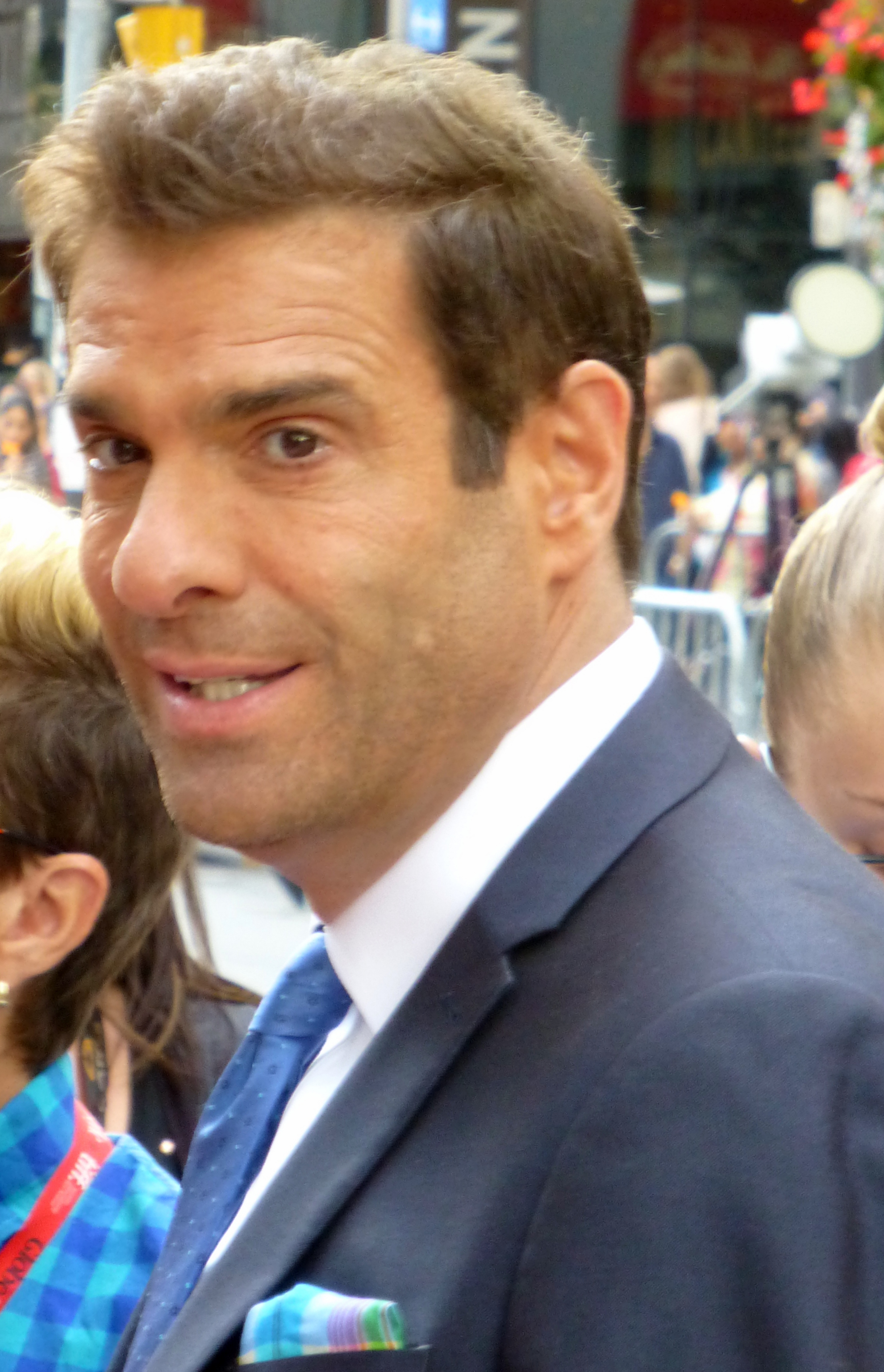

제리 페나콜리(Jerry Penacoli, 1956년 7월 9일 ~ )는 미국의 저널리스트, 배우, 텔레비전 배우이다.
스크랜턴에서 태어났다.

## 출연 작품
- 콜럼버스 서클 (2012년) - 제리 페나콜리 역
- 쿼러티 타임 (2008년) - 데이브 더 앵커맨 역
- 캐치 댓 머니 (2004년)
- 갤럭시 퀘스트 (1999년)
- 스캔들 (1998, Legalese)
- 데들리 인베이션 (1995년)
- 비앤비 (1987년)
- 원 라이프 투 리브 (1968년)
- 우리 생애 나날들 (1965년)